# Rumer Willis

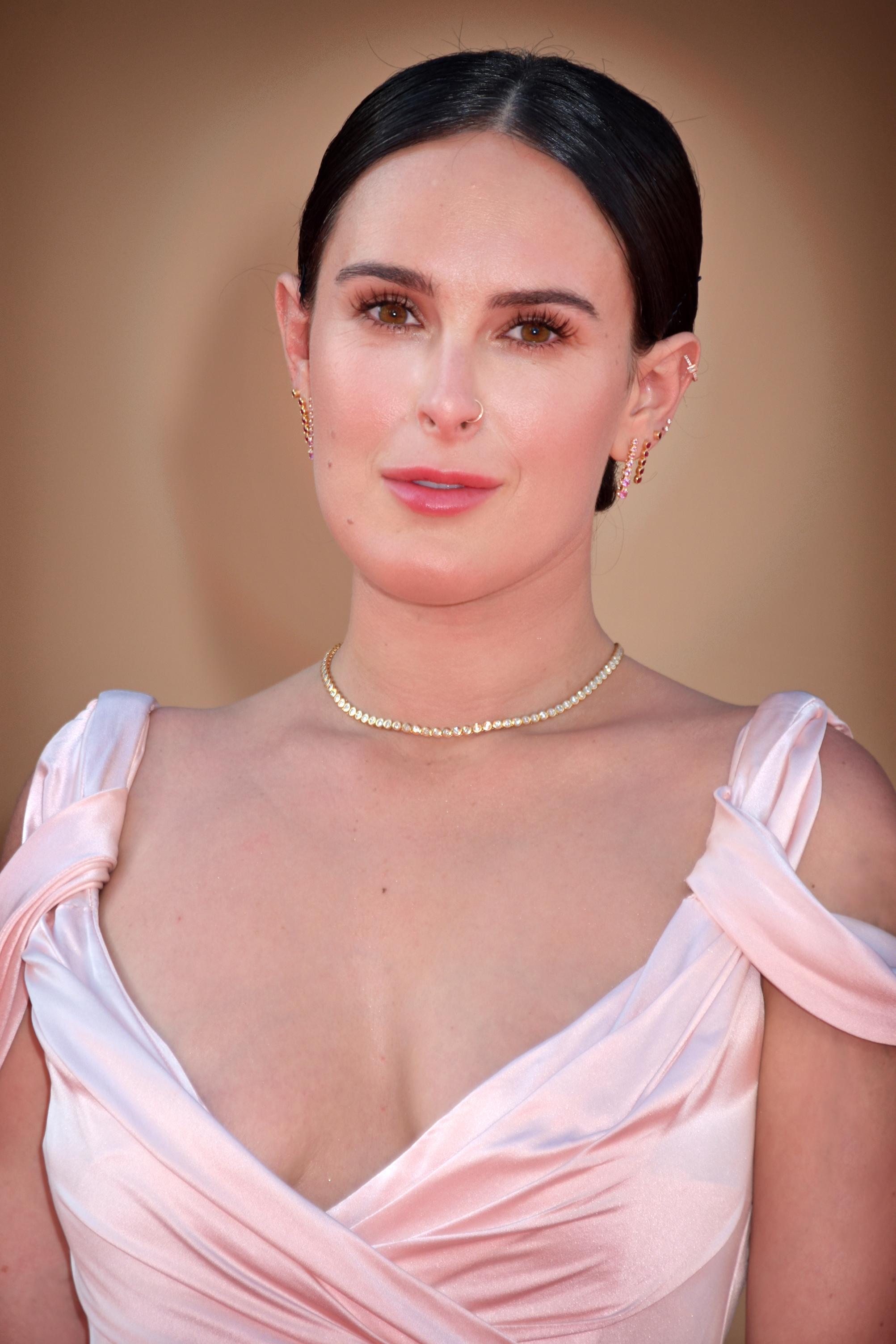
Rumer Willis (2019)

Rumer Glenn Willis (* 16. August 1988 in Paducah, Kentucky) ist eine US-amerikanische Schauspielerin. Sie ist die älteste Tochter von Bruce Willis und Demi Moore.

## Leben
Rumer Willis wurde in Kentucky geboren, als ihr Vater Bruce dort den Film In Country drehte. Sie wurde nach der britischen Schriftstellerin Rumer Godden benannt. Ihre Eltern ließen sich im Jahr 2000 scheiden; sie hat zwei jüngere Schwestern und zwei jüngere Halbschwestern. Im Alter von sieben Jahren drehte sie ihren ersten Film Now and Then an der Seite ihrer Mutter. 2015 gewann sie an der Seite von Valentin Chmerkovskiy die 20. Staffel der Tanzshow Dancing with the Stars.
Von Januar bis Februar 2019 nahm Willis als Lion an der ersten Staffel der US-amerikanischen Version von The Masked Singer teil und erreichte den fünften Platz. Im September 2023 sang sie in einer Spezialfolge vor dem eigentlichen Start der zehnten Staffel der US-amerikanischen Version von The Masked Singer zusammen mit der ehemaligen Kandidatin Michelle Williams im Duett (You Make Me Feel Like) A Natural Woman.

## Filmografie (Auswahl)
- 1995: Now and Then – Damals und heute (Now and Then)
- 1996: Striptease
- 2000: Keine halben Sachen (The Whole Nine Yards)
- 2005: Hostage – Entführt (Hostage)
- 2008: From Within
- 2008: House Bunny
- 2008: Whore
- 2008: CSI: NY (Fernsehserie, Folge 5x08)
- 2009: Wilde Kirschen – The Power of the Pussy (Wild Cherry)
- 2009–2010: 90210 (Fernsehserie, 10 Folgen)
- 2009: Schön bis in den Tod (Sorority Row)
- 2012: Workaholics (Fernsehserie, Folge 3x02)
- 2012–2013: Hawaii Five-0 (Fernsehserie, 2 Folgen)
- 2013: Pretty Little Liars (Fernsehserie, Folge 4x09)
- 2014: Always Woodstock (There’s Always Woodstock)
- 2015: Dancing with the Stars (Fernsehsendung, Staffel 20)
- 2015: Return to Sender – Das falsche Opfer (Return to Sender)
- 2015: The Escort – Sex Sells (The Escort)
- 2017–2018: Empire (Fernsehserie, 16 Folgen)
- 2018: Air Strike
- 2018: Future World
- 2018: Woman on the Edge
- 2019: What Lies Ahead
- 2019: Once Upon a Time in Hollywood
- 2019: The Masked Singer (Fernsehsendung, Teilnehmerin Staffel 1, 5. Platz)
- 2020: 9-1-1 (Fernsehserie, Folge 3x18)
- 2023: Hidden Exposure
- 2023: Maya – Jeder Mensch hat EINEN Preis (Maya)
- 2024: My Divorce Party
- 2025: Doctor Odyssey (Fernsehserie, 2 Folgen)
- 2025: Broken Trail